# Walisische Eishockeyauswahl der Frauen
Die Fraueneishockeyauswahl von Wales ist eine Auswahl walisischer Spielerinnen, die das Land auf internationaler Ebene repräsentieren. 

## Geschichte
Die walisische Eishockeyauswahl der Frauen hat bislang zwischen 2002 und 2004 je ein Spiel gegen die Mannschaften aus England und Schottland bestritten und beide deutlich gewonnen. 
Sowohl England (gemeinsam mit Wales), als auch Schottland, haben zwar ihre eigenen Landesverbände, jedoch unterstehen diese Ice Hockey UK, das mit der britischen Nationalmannschaft eine gemeinsame Nationalmannschaft für das Vereinigte Königreich aufstellt.